# It Might as Well Be Spring
It Might as Well Be Spring è un brano musicale del 1945 composto per il film Festa d'amore (State Fair) da Rodgers e Hammerstein. Vinse il premio Oscar alla migliore canzone nel 1946. 
Nel film il brano è cantato da Jeanne Crain (doppiata da Louanne Hogan).